# Sarazm
Sarazm é uma cidade antiga, localizada no noroeste do Tajiquistão, no Distrito de Panjakent, Província de Sughd.
O sítio arqueológico da cidade antiga de Sarazm localiza-se perto de Durman, uma cidade localizada no vale do rio Zarafexã, na fronteira com o Uzbequistão.

## Descrição do local

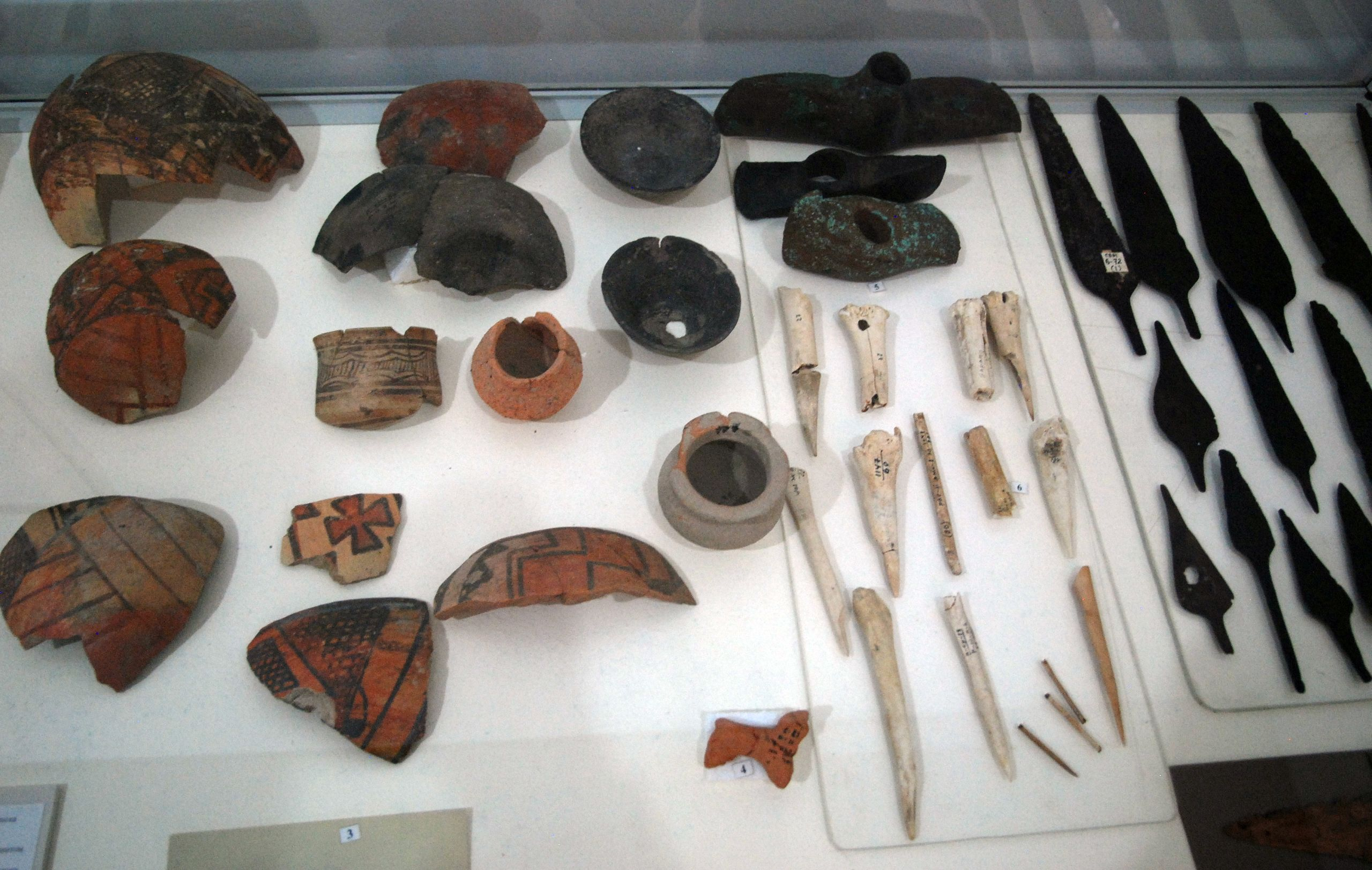
Artefatos escavados em Sarazm.

Acredita-se que a cidade era uma área de mineração de turquesa. Estabelecida não mais do que 1500 a.C., a cidade também contava com um centro de produção agrícola e de cobre.
A cidade foi descoberta por um fazendeiro local chamado Ashurali Tailonov em 1976. Foi escavada por Abdullo Isakov e arqueólogos franceses no começo de 1977.

## UNESCO
A UNESCO inscreveu o Sítio proto-urbano de Sarazm como Patrimônio Mundial por "ser um sítio arqueológico que testemunha o desenvolvimento dos assentamentos humanos na Ásia Central, desde o quarto milênio antes de Cristo. Suas ruínas demonstram o desenvolvimento de uma proto-urbanização da região"